# Jelle van Gorkom
Jelle van Gorkom (Doetinchem, 5 de enero de 1991) es un deportista neerlandés que compite en ciclismo en la modalidad de BMX.
Participó en dos Juegos Olímpicos de Verano, en los años 2012 y 2016, obteniendo una medalla de plata en Río de Janeiro 2016, en la carrera masculina.
Ganó dos medallas de plata en el Campeonato Mundial de Ciclismo BMX, en los años 2011 y 2015.

## Palmarés internacional
| Juegos Olímpicos   | Juegos Olímpicos        | Juegos Olímpicos | Juegos Olímpicos |
| Año                | Lugar                   | Medalla          | Competición      |
| ------------------ | ----------------------- | ---------------- | ---------------- |
| 2016               | Río de Janeiro (Brasil) | Medalla de plata | Carrera          |
| Campeonato Mundial |                         |                  |                  |
| Año                | Lugar                   | Medalla          | Competición      |
| 2011               | Copenhague (Dinamarca)  | Medalla de plata | Contrarreloj     |
| 2015               | Zolder (Bélgica)        | Medalla de plata | Carrera          |